# Salem Ludwig
Pour les articles homonymes, voir Ludwig.
Salem Ludwig était un acteur américain. Il est né le 31 juillet 1915 à Brooklyn et est mort le 1er avril 2007 à New York. Il était membre dévolu de l'Actors Studio.

## Filmographie

### Cinéma
- 1958 : Never Love a Stranger
- 1963 : America, America
- 1966 : The Three Sisters
- 1968 : I Love You, Alice B. Toklas!
- 1968 : What's So Bad About Feeling Good?
- 1976 : The Next Man
- 1981 : Un amour infini (Endless Love) de Franco Zeffirelli
- 1986 : Désordre d'Olivier Assayas
- 1986 : La Brûlure (Heathburn)
- 1989 : Family Business
- 1993 : Le Concierge du Bradbury (For Love or Money)
- 1996 : I'm Not Rappaport
- 1996 : Flux
- 1997 : Lesser Prophets
- 1997 : My Perfect Journey
- 1998 : Wrestling with Alligators
- 1998 : Packing for Two
- 1998 : L'Objet de mon affection (The Object of my Affection)
- 2000 : Fast Food Fast Woman
- 2001 : The Business of Strangers
- 2002 : Infidèle (Unfaithful)
- 2003 : Riverside
- 2005 : Life on the Ledge
- 2007 : La Famille Savage (The Savages)
- 2009 : A Killing on Brighton Beach

### Télévision
- 1949 : The Ford Theatre Hour
- 1951 : Goodyear Television Playhouse
- 1951 : Tales of Tomorrow
- 1952 : Hallmark Hall of Fame
- 1952 : Studio One
- 1959 : Brenner
- 1960 : Road to Reality
- 1962 - 1965 : The Defenders
- 1963 - 1965 : The Nurses
- 1965 - 1966 : The Trials of O'Brien
- 1971 : All in the family
- 1974 : McCloud
- 1978 : The Defection of Simas Kudirka
- 1984 : A Doctor's Story
- 1985 : Kate & Allie
- 1989 : Wiseguy
- 1989 : Married to the Mob
- 1999 : The Sopranos
- 1999 : Law & Order
- 2000 : Ed
- 2001 : 100 Centre Street
- 2003 : Law & Order : Criminal Intent